# Edinburgh College of Art
Edinburgh College of Art (ECA) és una escola d'art ubicada a Edimburg, Escòcia, que proporciona educació superior en l'art i en les disciplines del disseny. Està situada a la ciutat vella d'Edimburg, amb vistes al Grassmarket i no lluny de la Universitat d'Edimburg, a prop del campus George Square. La universitat va ser fundada el 1760, i va obtenir el seu nom actual i la seva ubicació el 1907.
Antigament va estar associada amb la Universitat Heriot-Watt. El Col·legi s'uneix formalment a la Universitat l'1 d'agost de 2011, amb la combinació amb l'Escola d'Arts, Cultura i Medi Ambient i segueix existint sota el nom de Edinburgh College of Art de manera col·legiada, amb el suport administratiu de la Facultat d'Humanitats i Ciències Socials. Com a resultat, el nou Edinburgh College of Art comprendrà no només d'Art, Disseny, Arquitectura i Arquitectura del Paisatge, sinó també Història de l'Art i Música.

## Alumnes notables i acadèmics
- Sir Nicholas Grimshaw, arquitecte, president de la Reial Acadèmia
- Robert Matthew, arquitecte
- Patrick Nuttgens, arquitecte i acadèmic
- Sir Basil Spence, arquitecte
- Sir William Kininmonth, arquitecte
- Sir James Dunbar-Nasmith, la conservació d'arquitecte i exdirector del Departament d'Arquitectura (1978-1988)
- Rab i Denise Bennetts, els arquitectes, els fundadors de l'Associats Bennetts

### Artistes
- Elizabeth Blackadder
- Anne Bruce
- Paul Carter
- Stanley cursets
- Alan Davie
- Keith Farquhar
- William Geissler
- William George Gillies
- William Green
- Gwen Hardie
- William McLaren
- Wendy McMurdo
- David Michie
- John Maxwell
- Sir Robin Philipson
- Nina Pope i Karen Guthrie
- Anne Redpath
- Patrick Reyntiens
- Zoe Walker
- Richard Wright, guanyador del 2009 Premi Turner

### Pintors
- Joan Bellany
- William Crozier
- Molly Garnier
- William equip
- Nicola Verd
- Callum Innes, nominat Premi Turner nominat
- Sir William MacTaggart
- Alexander Moffat, professor
- Christopher Wood

### Escultors
- Robert Callender, escultor de sorra de platja
- Alexander Carrick, acadèmic
- Christopher Hall
- Talleu Lorimer
- Elizabeth Ogilvie, instal·lacions d'aigua
- James Pittendrigh MacGillivray
- Sir Eduardo Paolozzi
- Scott Sutherland
- Zigfrids Sapietis

### Músics
- Roy Williamson, membre de La família Corrie, i autor deFlor d'Escòcia
- The Rezillos, 1970 banda de new wave, amb Jo Callis que va passar a The Human League
- El Magnificents, el grup de rock escocès
- Sandy Brown, clarinetista de jazz d'Escòcia
- Champions Retro Futurista, la banda de electropop d'Escòcia

### Escriptors
- John Arden, dramaturg
- Alan negreta, poeta
- Ruthven Todd, poeta, novel·lista

### Altres
- Adam Robson, jugador de rugbi, excap de la Unió de Rugbi d'Escòcia
- David Harding, artista i professor del medi ambient
- Aileen Paterson escriptor i il·lustrador de llibres infantils.
- David Shaw Nicholls, dissenyador i arquitecte
- Kerry Anne Mullaney, director de cinema
- Shashi Caan, Arquitecte d'interiors / Dissenyador i President de La Federació Internacional d'Arquitectes d'Interior / Dissenyadors (IFI)